# 몰턴 대 커셔우 사건
몰턴 대 커셔우 사건(Moulton v. Kershaw, 18 N.W. 172(Wis. 1884))에 대해 설명한다.

## 사건 개요
갑은 을로부터 인쇄된 유인물을 받았는바, 동 유인물에는 순도 높은 미시간산 소금을 배럴당 85센트씩 총 80~95배럴을 제공(offer)할 수 있음"이라고 적혀 있었다. 법원은 유인물에 비록 제공(offer)이란 말이 쓰였지만 유인물이 불특정 다수인에게 배포된 것이므로 그 상대가 확정되어 있지 않기 때문에 유효한 청약(offer)가 아니라고 판결하였다. 이는 청약의 요건으로서 양을 제한시킬 것을 확립시키는 판결이다.

## 같이 보기
- 미국의 계약법